# Tenthredo temula
Espèce
Tenthredo temula est une espèce d'insectes hyménoptères de la famille des Tenthredinidae.

## Synonyme
- Tenthredo celtica Benson

## Description
Taille des adultes de 10 à 13 mm. Thorax noir, abdomen et pattes de couleur jaune et noir.